# Европско првенство у фудбалу 1960.
Прво Европско првенство у фудбалу 1960. одржано је у организацији УЕФЕ под називом Куп европских нација од 6. до 10. јула 1960. у Француској.
Од 17 репрезентација које су играле у квалификацијама, за првенство су се квалификовале четири: Француске, Совјетског Савеза, Чехословачке и Југославије. Финални турнир се играо у два града Париз (Парк принчева) и Марсељ (Велодром).
Титулу европских првака је понео Совјетски Савез, који је у финалу савладао Југославију 2:1. Најбољи стрелци били су Валентин Иванов, Виктор Понедељник, Франсоа От, Дражан Јерковић и Милан Галић са 2 постигнута гола.

## Стадиони
| ПаризМарсеј | Париз             | Марсеј            |
| ----------- | ----------------- | ----------------- |
| ПаризМарсеј | Парк принчева     | Стадион Велодром  |
| ПаризМарсеј | Капацитет: 40.000 | Капацитет: 40.000 |
| ПаризМарсеј |                   |                   |

## Резултати

### Полуфинале
| Датум  | Време | 1. екипа     | Резултат    | 2. екипа        | Стрелци                                                                                     | Стадион              | Гледалаца | Судија        |
| ------ | ----- | ------------ | ----------- | --------------- | ------------------------------------------------------------------------------------------- | -------------------- | --------- | ------------- |
| 6. јул | 20,00 | Француска    | 4 : 5 (1:1) | Југославија     | Венсан 12‘, От 47‘,62‘, Вишњевски 53‘ — Галић 11‘, Жанетић 55‘, Кнез 75‘, Јерковић 78‘, 791 | Парк принчева, Париз | 26.340    | Гастон Гарден |
| 6. јул | 20,30 | Чехословачка | 0 : 3 (0:1) | Совјетски Савез | Иванов 35‘, 58‘, Понедељник 64‘                                                             | Велодром Марсељ      | 25.184    | Чезаре Јони   |

### Утакмица за 3. место
| Датум  | Време | 1. екипа     | Резултат    | 2. екипа  | Стрелци                   | Стадион         | Гледалаца | Судија      |
| ------ | ----- | ------------ | ----------- | --------- | ------------------------- | --------------- | --------- | ----------- |
| 9. јул | 18,00 | Чехословачка | 2 : 0 (0:0) | Француска | Бубник 58‘, Павловић 88‘, | Велодром Марсељ | 9.438     | Чезаре Јони |

### Финале
| Датум   | Време | 1. екипа        | Резултат                     | 2. екипа    | Стрелци                                    | Стадион         | Гледалаца | Судија            |
| ------- | ----- | --------------- | ---------------------------- | ----------- | ------------------------------------------ | --------------- | --------- | ----------------- |
| 10. јул | 21,30 | Совјетски Савез | 2 : 1 (1:1) (1:1) продужетак | Југославија | Метервели 70‘, Понедељник 113‘ — Галић 43‘ | Велодром Марсељ | 17.966    | Артур Едвард Елис |

| Прва екипа                                                                      | Резултат | Друга екипа |
| ------------------------------------------------------------------------------- | --- | --- |
| Совјетски Савез ·                                                               | 2 - 1 (1:1, 0:1) | Југославија · |
| Датум                                                                           | 10. јула, 1960. | 10. јула, 1960. |
| Стадион                                                                         | Парк Принчева, Париз | Парк Принчева, Париз |
| Гледалаца                                                                       | 17.966 | 17.966 |
| Судија                                                                          | Артур Едвард Елис | Артур Едвард Елис |
| Совјетски Савез · (тренер: Гаврил Качалин)                                      | : Лав Јашин, Гиви Чохели, Анатолиј Масљонкин, Анатолиј Крутиков, Јуриј Војнов, Игор Нето (к), Слава Метревели, Валентин Иванов, Виктор Понедељник, Валентин Бубукин, Михаил Месхи        | : Лав Јашин, Гиви Чохели, Анатолиј Масљонкин, Анатолиј Крутиков, Јуриј Војнов, Игор Нето (к), Слава Метревели, Валентин Иванов, Виктор Понедељник, Валентин Бубукин, Михаил Месхи        |
| Југославија · (Комисија: Александар Тирнанић, Љубомир Ловрић, Драгомир Николић) | Благоје Видинић, Владимир Дурковић, Фахрудин Јусуфи, Анте Жанетић, Јован Миладиновић, Жељко Перушић, Драгослав Шекуларац, Дражан Јерковић, Милан Галић, Жељко Матуш, Боривоје Костић (к) | Благоје Видинић, Владимир Дурковић, Фахрудин Јусуфи, Анте Жанетић, Јован Миладиновић, Жељко Перушић, Драгослав Шекуларац, Дражан Јерковић, Милан Галић, Жељко Матуш, Боривоје Костић (к) |
| Стрелци                                                                         | 0-1 Милан Галић 43', 1:1 Слава Метревели 70', Виктор Понедељник 113’ | 0-1 Милан Галић 43', 1:1 Слава Метревели 70', Виктор Понедељник 113’ |

## Коначан пласман
| Место | Репрезентација  |
| ----- | --------------- |
| 1     | Совјетски Савез |
| 2     | Југославија     |
| 3     | Чехословачка    |
| 4     | Француска       |

## Листа стрелаца
2 гола
- Валентин Иванов и Виктор Понедељник,
- Франсоа От,
- Дражан Јерковић и Милан Галић

## Идеалан тим турнира
- Изабрана једанаесторка првенства:

1. Лав Јашин ,
2. Владимир Дурковић ,
3. Ладислав Новак ,
4. Игор Нето ,
5. Јозеф Масопуст ,
6. Валентин Иванов ,
7. Слава Метревели ,
8. Милан Галић ,
9. Виктор Понедељник ,
10. Драгослав Шекуларац ,
11. Бора Костић [1].